# Jbeil (district)
Byblos (Jbeil) is een district in het gouvernement Libanongebergte in Libanon. De hoofdstad is de stad Byblos.
Jbeil heeft een oppervlakte van 430 vierkante kilometer en een bevolkingsaantal van 62.500.